# Йон Басок
Йон Басок (рум. Ion Basoc; нар. 27 грудня 1997) — молдовський дзюдоїст. Брав участь у Літніх Паралімпійських іграх 2024 року та виграв срібну медаль у категорії +90 кг.